# 영집해
《영집해》(일본어: 令集解)는 9세기 전반(868년경)에 편찬된 《요로령》(養老令)의 주석서이다. 전 50권으로 이루어져 있었으나 현존하는 것은 35권이다.
일본 헤이안 시대(平安時代)의 명법가(明法家)였던 고레무네노 나오모토(惟宗直本)에 의해 편찬된 사찬(私撰) 주석서로써 《영의해》(令義解)와는 달리 법적 효력은 없었다.
우선 영(令)의 본문을 큰 글자로 쓰고 다음으로 작은 글자(한 칸에 두 줄씩)로 의해(義解) 이하의 여러 설들을, 의해(義解) ・ 영석(令釈) ・ 적기(跡記) ・ 혈기(穴記) ・ 고기(古記) 순으로 기재하였다.
찬기(讃記) ・ 액기(額記) ・ 주기(朱記) 등 지금은 전해지지 않는 많은 영사기(令私記)가 인용되어 있으며 특히 고기(古記)는 다이호 율령(大宝令)의 주석서로 다이호 율령의 복원에 있어 귀중한 자료로 꼽힌다. 다만 창고령(倉庫令) ・ 의질령(医疾令)은 빠져 있다.
이 밖에도 산일된 일본율(日本律) · 율집해(律集解) · 당령(唐令)을 비롯한 다양한 중국 법령 및 그 법령의 주석서, 혹은 중국의 격(格)과 식(式), 기타 다양한 법제서 ・ 정치서 및 사서(史書) ・ 경서(経書) ・ 위서(緯書) ・ 자서(字書) ・ 사서(辞書) ・ 유서(類書) ・ 잡서(雑書), 그리고 일본의 격과 식, 전례 등의 시행 세칙 등이 인용되어 있다.
현존하는 35권 가운데 관위령(官位令) ・ 고과령(考課令)제3 ・ 공식령(公式令)제5 이 3권은 본래의 영집해에는 없었던 것을 후대에 보충을 위해 포함시킨 영사기(令私記)이다.

## 같이 보기
- 영의해
- 율령
- 율집해